# Галка-Дрогобыч
ЗАО Галка-Дрогобыч (Дрогобычский солеварный завод) — предприятие по добыче поваренной соли, старейшее из действующих соледобывающих заводов на территории Украины. Производственные мощности находятся в городе Дрогобыч. Ежесуточная добыча — до 10 тонн соли, которая поставляется во Львовскую, Ивано-Франковскую, Волынскую и Тернопольскую области и в город Киев. Соль добывается из концентрированного солевого раствора (минерализация 290 грамм соли на литр).

## История
Согласно официальному паспорту, предприятие было основано в 1250 году. В 1339 году Дрогобыч был завоёван поляками и солеварня стала собственностью польского короля, который передал его в аренду итальянским купцам, экспортировашим соль в европейские страны. В 1491 году добыча соляного раствора производилась из двух колодцев, один из которых (szub Krolewski, ныне — «шурф номер один») был собственностью короля, второй — барона Гартенберг.